# Elterliche Sorge (Schweiz)
Die elterliche Sorge  ist ein Begriff aus dem Schweizer Familienrecht und regelt die Beziehungen der volljährigen Eltern zu ihrem minderjährigen Kind. 
Gemäß Art. 296 Zivilgesetzbuch (ZGB) dient die elterliche Sorge dem Kindeswohl. Sie umfasst die Pflege, Erziehung und gesetzliche Vertretung des Kindes gemäß Art. 301-306 ZGB. Die elterliche Sorge schließt das Recht ein, den Aufenthaltsort des Kindes zu bestimmen, ihm eine Schul- und Berufsausbildung zu verschaffen, für seine religiöse Erziehung zu sorgen sowie die Verwaltung seines Vermögens (Art. 318 ff. ZGB). Aufgrund der elterlichen Sorge steht den Eltern die Obhut über das Kind zu.
Die Eltern üben die elterliche Sorge während der Ehe gemeinsam aus. In einem Scheidungs- oder Eheschutzverfahren kann die elterliche Sorge durch richterlichen Entscheid oder Entscheid der Kindes- und Erwachsenenschutzbehörde (KESB) einem Elternteil allein übertragen werden.
Die gemeinsame elterliche Sorge ist seit 2014 auch für nicht verheiratete Paare die Regel, setzt bei Geburten nach dem 1. Juli 2014 jedoch eine gemeinsame Erklärung der Eltern gegenüber dem Zivilstandsamt voraus. Bis zur Abgabe der Erklärung bleibt das Sorgerecht bei der Mutter. Können sich die Eltern nicht einigen, kann die KESB angerufen werden und die gemeinsame elterliche Sorge verfügen. Leben die getrennten Eltern in einem Dauerkonflikt, kann die elterliche Sorge auch einem Elternteil allein zugesprochen werden. Im Fall von unverheirateten Paaren, die nicht zusammenleben, kommt die gemeinsame elterliche Sorge nur in Betracht, wenn beide Eltern einen Anteil an der Betreuung der Kinder übernehmen und ein von der KESB genehmigter Unterhaltsvertrag vorliegt.
Üben die Eltern die elterliche Sorge gemeinsam aus und will ein Elternteil den Aufenthaltsort des Kindes wechseln, so bedarf dies der Zustimmung des andern Elternteils oder der Entscheidung des Gerichts oder der KESB (Art. 301a ZGB, sog. Zügelartikel).